# Distrikt Bundibugyo
Bundibugyo ist ein Distrikt in Westuganda. Die Hauptstadt des Distrikts ist Bundibugyo.

## Lage
Der Distrikt Bundibugyo grenzt im Nordosten an den Distrikt Ntoroko, im Osten an den Distrikt Kibaale, im Süden an den Distrikt Kabarole und im Westen und Norden an die Demokratische Republik Kongo. Die Distrikthauptstadt in Bundibugyo befindet sich ungefähr 32 Kilometer westlich von Fort Portal.

## Demografie
Die Bevölkerungszahl wird für 2020 auf 263.800 geschätzt. Davon lebten im selben Jahr 27,4 Prozent in städtischen Regionen und 72,6 Prozent in ländlichen Regionen.
| Zensusjahr | Einwohnerzahl |
| ---------- | ------------- |
| 1991       | 92.311        |
| 2002       | 158.909       |
| 2014       | 224.387       |

## Wirtschaft
Subsistenzlandwirtschaft und Tierhaltung sind die beiden wichtigsten wirtschaftlichen Aktivitäten im Distrikt. Er ist auch der größte Kakaoproduzent in Uganda.

## Sehenswürdigkeiten
Der Semliki-Nationalpark befindet sich in dem Distrikt.